# Николаевский Каташинский монастырь
Николаевский Каташинский монастырь (Семигорский Николаевский монастырь) — упразднённый православный монастырь, действовавший в селе Каташин (сейчас Брянской области) в 1692—1786 годах. Закрыт в ходе второй волны секуляризационной реформы Екатерины II.

## История
Монастырь основан 7 (17) марта 1692 года. Первым настоятелем стал иеромонах Герасим. Сперва были построены деревянные храмы во имя святителя Николая и в честь Воздвижения Креста Господня. В 1699 году возведён каменный собор Сошествия Святого Духа с приделами в честь Успения Пресвятой Богородицы и святителя Николая Чудотворца. Значимую роль в устройстве монастыря сыграл стародубский полковник М. А. Миклашевский. С 1701 по 1720 год настоятелем обители был игумен Каллист Рощина, при котором она была обнесена каменной стеной. Вокруг монастыря сформировалось село Каташин. До 1781 года возведены тёплый каменный трапезный Крестовоздвиженский храм и ограда с каменной колокольней. Также каменным был построенный во второй половине XVIII века дом архимандрита, но кельи монахов и иные постройки были деревянными.
Монастырь упразднён указом Екатерины II в 1786 году (по другим данным — в 1778 или 1799 году). Монастырский собор стал приходским храмом и действовал до 1923 года, когда был закрыт и превращён в зернохранилище. Взорван в 1960 году. В 2001 году на его месте установлен поклонный крест. Монастырская колокольня сохранилась частично.